# Шефћет Краснићи
Шефћет Краснићи (алб. Shefqet Krasniqi; Сибовац, 20. јун 1966) албански је свештеник и учењак ислама са Косова и Метохије. Био је на дужностима предавача на Факултету за исламске науке (Приштина) и имама Царске џамије (Приштина). Стручњак је за шеријат, ветеран рата на Косову и Метохији, аутор, преводилац и публициста.
Био у центру контроверзи због својих провокативних коментара који се тичу других верских заједница, традиционалних родних улога и наводног радикализма. Његово име је поменуто у „Међународном извештају о верским слободама за 2013” Стејт департмента због наводно негативних ставова о католичкој заједници и „антисемитске реторике”.
Веће Основног суда у Приштини га је ослободило оптужби за подстицање мржње у марту 2018.

## Биографија
Рођен је 20. јуна 1966. године у Сибовцу, код Обилића, у тадашњој Социјалистичкој Републици Србији. Похађао је средњу школу у локалној медреси „Ала-Уд-Дин” у Приштини. Године 1986. уписао је и касније дипломирао на Универзитету у Медини у Саудијској Арабији, где је стекао докторат из исламске јуриспруденције (фикх). По повратку на Косово и Метохију, постављен је за професора на Факултету исламских наука, а касније за имама у Царској џамији у Приштини. Био је на функцији професора пет узастопних година док је такође радио као имам.

## Правне контроверзе
У септембру 2014. приведен је на испитивање у Полицију Косова, у операцији усмереној на сузбијање регрутовања бораца за придруживање радикалним исламским групама у Сирији и Ираку. Иако је 2015. године смењен са функције у Царској џамији, касније је пуштен, те наставио да јавно проповеда на телевизији, радију и путем друштвених медија.
Специјални тужилац Косова је 27. фебруара 2017. године подигао оптужницу против Краснићија за подстицање на тероризам, пропагирање националне, расне и верске нетрпељивости и утају пореза. У оптужници се наводи да је намерно упућивао јавне поруке у којима је неке верске групе сврставао у непријатеље сунитских муслимана, подстичући и ширећи мржњу, нејединство и нетрпељивост према другим верским групама. У оптужници се такође тврди да је користио груб језик током својих проповеди, промовисаних путем друштвених медија, подстичући друге да путују у зоне сукоба у Сирији и Ираку, те врше терористичке акте.
Веће Основног суда у Приштини га је 23. марта 2018. ослободило свих оптужби из оптужнице из 2017. године. Председавајући судија је као разлоге за ослобађајућу пресуду навео контрадикторне изјаве и недостатак доказа. Апелациони суд је 1. октобра 2018. потврдио одлуку нижег суда, ослобађајући га по свим оптужбама.